# 日纳塞维
日纳塞维（法語：Ginasservis，法語發音：[ʒinasɛʁvi]）是法国普罗旺斯-阿尔卑斯-蓝色海岸大区瓦尔省的一个市镇，属于布里尼奥勒区。

## 地名
该地名“Ginasservis”发音为[ʒinasɛʁvi]，末尾字母“s”不发音，《世界地名翻译大辞典》与《世界地名译名词典》将其误译作“日纳塞维斯”。

## 地理
日纳塞维（43°40'15"N, 5°50'57"E）面积37.47 平方千米，位于法国普罗旺斯-阿尔卑斯-蓝色海岸大区瓦尔省，该省份为法国东南部沿海省份，北起上普罗旺斯阿尔卑斯省，西北角与沃克吕兹省接壤，西接罗讷河口省，南濒地中海，东临滨海阿尔卑斯省。
与日纳塞维接壤的市镇（或旧市镇、城区）包括：迪朗斯河畔圣保罗、阿尔蒂格、埃斯帕龙、里扬斯、圣于连、拉韦迪耶尔、韦尔东河畔维农。
日纳塞维的时区为UTC+01:00、UTC+02:00（夏令时）。

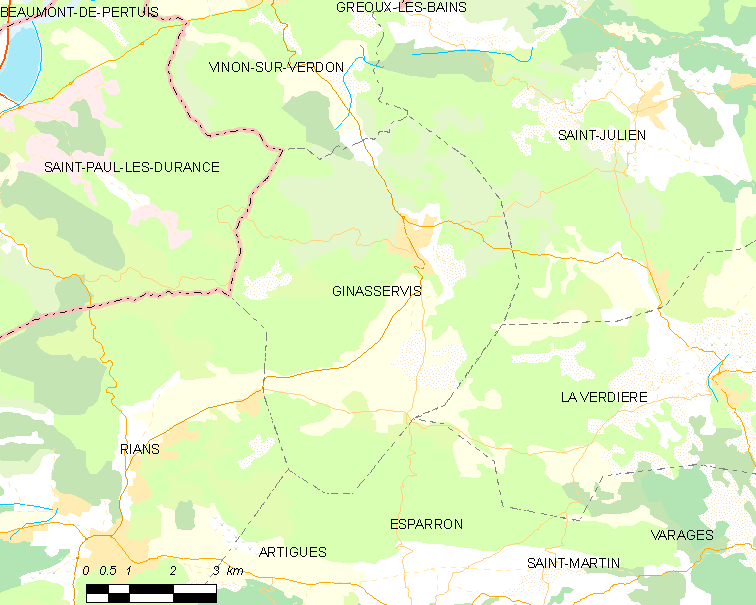
日纳塞维的OSM定位图

## 行政
日纳塞维的邮政编码为83560，INSEE市镇编码为83066。

## 政治
日纳塞维所属的省级选区为圣马克西曼-拉圣博姆县。

## 人口

1962-2008年间日纳塞维人口变化图示

日纳塞维于2022年1月1日时的人口数量为2036人。